# Panama City Beach
Panama City Beach è un comune degli Stati Uniti d'America, situato in Florida, nella Contea di Bay.